# Днепровский уезд
Днепровский уезд — административная единица в Таврической губернии Российской империи. Административный центр — город Алёшки.

## География
Находился в северо-западной части Таврической губернии. Прилегал на западе и юго-западе к Чёрному морю, от Кинбурнской косы до Перекопского перешейка, отделяющего его от Крыма; на юге прилегал к Сивашу. Площадь (без Сиваша) — 11 357 кв. вёрст.

### Рельеф
Местность ровная и низменная, особенно в западной части. По рельефу и почве различались полосы:
- южная степная — до Кинбурнской косы и Геническа: почва глинисто-солонцеватая, почвенная вода везде близко;
- песчаная — на Кинбурнской косе и вдоль Днепровского лимана и Днепра. Истребление лесной и прочей растительности повело к образованию сыпучих песков (кучугур). Местами они были остановлены засадкой сначала шелюгой, a затем и другими деревьями, там же начали разводить виноградники;
- остальная часть уезда — более возвышенная, отчасти с чернозёмной почвой и изрытая оврагами.

В западной половине Днепровского уезда наряду с чернозёмом находились большие площади сыпучих песков.

### Гидрография
Из постоянно текущих вод — река Днепр, составляющая северо-западную границу уезда на 180 верст. В уезде имелись также овраги и балки, с водой после таяния снега и сильных дождей, немало солёных озёр. Особенно замечателен целый ряд озёр на Кинбурнской косе и Аверьяновское озеро на востоке. В этих озёрах добывалась соль.

## История
Образован в 1784 году в составе Таврической области. В 1796 году упразднён. Воссоздан в 1802 году в составе Таврической губернии.
Губерния возникла в результате разделения Новороссийской губернии в 1802 году на три части. Во вновь созданную губернию вошли Днепровский и часть Мелитопольского уезда.
4 марта 1918 года в УНР законом рады № 2-4.3.1918 была произведена территориально-административная реформа. При этом Мелитопольский и Бердянский уезды вошли в Запорожскую землю (со столицей в Бердянске), а Днепровский — в Новозапорожскую землю (столица Херсон). Однако эта реформа во многом осталась формальностью, так как в апреле этого же года была образована Украинская держава. В ней, из перечисленных выше уездов, была создана Таврическая губерния (округ) со столицей в Бердянске.
С июня по ноябрь 1920 года уезды Северной Таврии входили в состав восстановленной Таврической губернии. 25 декабря 1920 года уезд передан Николаевской губернии УССР.

## Население
По переписи 1897 года население уезда составляло 212 241 человек, в том числе в городе Алёшки — 8999 жит, в местечке Каховка — 4000 жит., в селении Голая Пристань — 2700 жит., в пристани Скадовск — 2000 жит.

### Распределение населения по родному языку
Национальный состав по переписи 1897 года по родному языку:
- малороссы — 156 151 чел.
- великороссы — 42 180 чел.
- евреи — 6298 чел.
- белорусы — 3005 чел.
- немцы — 2691 чел.
- поляки — 556 чел.
- татары — 506 чел.
- молдаване и румыны — 432 чел.
- чехи — 48 чел.
- армяне — 47 чел.
- французы — 46 чел.

### Распределение населения по вероисповеданию
Как отмечает «Гeогpaфичeско-стaтистичecкий cлoваpь Рoссийcкой Импepии» в 1861 году в уезде насчитывалось 66222 человека из которых:
- последователи русского православия — 52726 чел.
- мусульман — 12847 чел.
- евреев — 360 чел.
- протестантов — 360 чел.
- католиков — 88 чел.
- последователи армянской церкви — 87 чел.

Согласно энциклопедическому словарю Брокгауза и Ефрона в 1891 году в уезде насчитывалось 176864 человека, из которых:
- последователи русского православия — 168300 чел.
- евреев — 4385 чел.
- католиков — 2865 чел.
- протестантов — 827 чел.
- мусульман — 172 чел.
- раскольников — 168 чел.
- последователи армянской церкви — 128 чел.

## Административное деление
В 1913 году в состав уезда входило 17 волостей:
| - Алешковская — г. Алёшки, - Бехтерская — с. Бехтеры, - Больше-Копанская — с. Большие Копани, - Громовская — с. Громовка, - Збурьевская — с. Ново-Збурьевка, - Казачье-Лагерская — с. Казачьи Лагери, - Каирская — с. Каиры, - Каланчакская — с. Каланчак, - Каховская — с. Большая Каховка, | - Князь-Григорьевская — с. Завадовка, - Красная — с. Красное, - Маячковская — с. Новая Маячка, - Ново-Троицкая — с. Ново-Троицкое, - Перво-Константиновская — кол. Перво-Константиновка, - Покровская — с. Урочище Прогнои - Чалбасская — с. Чалбасы, - Чаплынская — с. Чаплынка |